# Aspitates fuscedinaria
Aspitates fuscedinaria är en fjärilsart som beskrevs av Fuchs 1899. Aspitates fuscedinaria ingår i släktet Aspitates och familjen mätare. Inga underarter finns listade i Catalogue of Life.